# Carl-Loewe-Denkmal

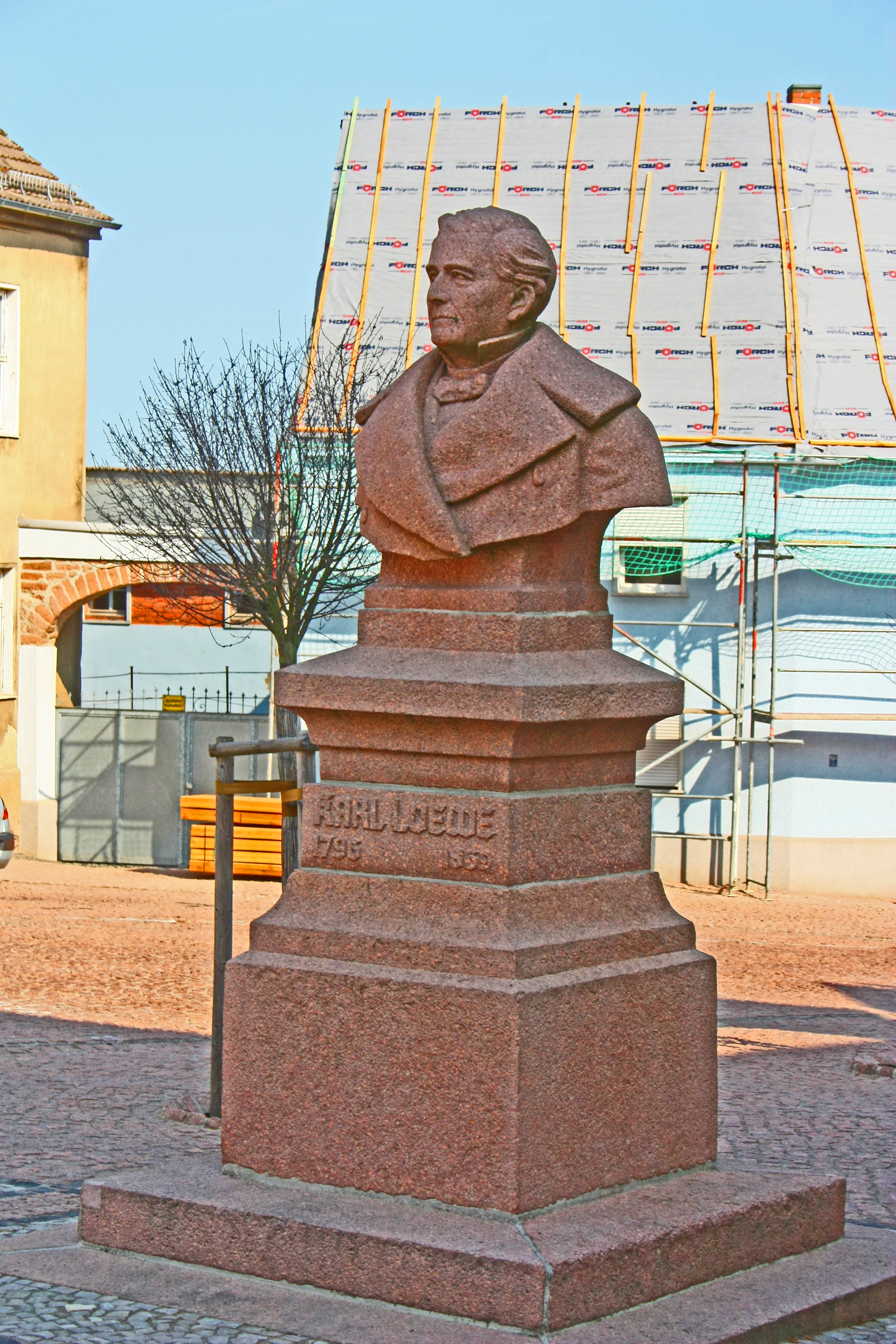
Carl-Loewe-Denkmal in Löbejün

Das Carl-Loewe-Denkmal ist ein denkmalgeschütztes Denkmal in der Ortschaft Löbejün der Gemeinde Wettin-Löbejün in Sachsen-Anhalt. Im örtlichen Denkmalverzeichnis ist das Denkmal unter der Erfassungsnummer 094 55247 als Kleindenkmal verzeichnet.
Die heutige Büste aus Porphyrgestein wurde 1947 errichtet. Sie war aber nicht die erste Büste für den Komponisten Carl Loewe in Löbejün. Im Jahr 1896, zum 100. Geburtstag von Carl Loewe, schuf der Bildhauer Fritz Schaper eine Denkmalbüste für Loewes Sterbeort Kiel. Der Stadt Löbejün überließ er davon einen kostenlosen Abguss. Der Abguss stand bis 1939 auf dem Schulplatz und wurde dann auf den Marktplatz umgesetzt. Während des Zweiten Weltkriegs wurde der Abguss als Metallspende eingeschmolzen und durch einen Gipsabdruck ersetzt. Dieser Gipsabdruck war wiederum das Vorbild der heutigen Büste.